# An Chol-hyok
Dans ce nom coréen, le nom de famille, An, précède le nom personnel.
An Chol-hyok (coréen : 안철혁), né le 27 juin 1987, est un footballeur international nord-coréen. Il évolue actuellement au Rimyongsu SG dans le championnat national nord-coréen au poste d'attaquant.

## Carrière internationale
Il fait partie des 23 joueurs nord-coréens sélectionnés pour participer à la coupe du monde 2010.

### Buts internationaux
| #  | Date             | Lieu               | Adversaire          | Score | Compétition                             |
| -- | ---------------- | ------------------ | ------------------- | ----- | --------------------------------------- |
| 1  | 17 août 2005     | Manama, Bahreïn    | Bahreïn             | 3-2   | Éliminatoires de la coupe du monde 2006 |
| 2  | 26 décembre 2005 | Phuket, Thaïlande  | Lettonie            | 1-1   | Match amical (King's Cup 2005)          |
| 3  | 24 juin 2007     | Singapour          | Singapour           | 1-2   | Match amical                            |
| 4  | 27 juin 2007     | Singapour          | Oman                | 2-2   | Match amical                            |
| 5  | 24 décembre 2007 | Bangkok, Thaïlande | Ouzbékistan         | 2-2   | King's Cup 2007                         |
| 6  | 6 septembre 2008 | Abu Dhabi, EAU     | Émirats arabes unis | 2-1   | Éliminatoires de la coupe du monde 2010 |
| 7  | 23 août 2009     | Kaohsiung, Taiwan  | Guam                | 9-2   | Coupe d'Asie de l'Est de football 2010  |
| 8  | 23 août 2009     | Kaohsiung, Taiwan  | Guam                | 9-2   | Coupe d'Asie de l'Est de football 2010  |
| 9  | 23 août 2009     | Kaohsiung, Taiwan  | Guam                | 9-2   | Coupe d'Asie de l'Est de football 2010  |
| 10 | 23 août 2009     | Kaohsiung, Taiwan  | Guam                | 9-2   | Coupe d'Asie de l'Est de football 2010  |
| 11 | 4 janvier 2011   | Manama, Bahreïn    | Bahreïn             | 1-0   | Match amical                            |